# Comté de Québec (district électoral du Canada-Uni)
Pour les articles homonymes, voir Québec (homonymie).
Circonscription électorale provinciale du Canada
Le Comté de Québec est un district électoral de l'Assemblée législative de la province du Canada.

## Liste des députés
| Années | Années      | Député                         | Affiliation              |
| ------ | ----------- | ------------------------------ | ------------------------ |
|        | 1841 - 1844 | John Neilson                   | Réformiste antiunioniste |
|        | 1844 - 1848 | Pierre-Joseph-Olivier Chauveau | Canadien-français        |
|        | 1844 - 1848 | Pierre-Joseph-Olivier Chauveau | Réformiste               |
|        | 1848 - 1851 | Pierre-Joseph-Olivier Chauveau |                          |
|        | 1851 - 1854 | Pierre-Joseph-Olivier Chauveau |                          |
|        | 1854 - 1855 | Pierre-Joseph-Olivier Chauveau |                          |
|        | 1855 - 1858 | François Évanturel             | Bleu                     |
|        | 1858 - 1861 | Charles Panet                  | Bleu                     |
|        | 1861 - 1863 | François Évanturel             | Libéral                  |
|        | 1863 - 1867 | François Évanturel             | Libéral                  |